# Lara Schneider
Lara Schneider (* 16. Oktober 1990 in Heidelberg) ist eine deutsche Schauspielerin.

## Leben
Lara Schneider wurde im baden-württembergischen Heidelberg geboren und wuchs hier auf. Ihr Filmdebüt gab die Jungdarstellerin im Alter von 13 Jahren in dem US-amerikanischen Filmdrama Getting Out of Rhode Island. Lara Schneider spielt bislang fast ausschließlich in Fernsehproduktionen mit, wie beispielsweise in dem ARD-Fernsehfilm Der Sonnenhof.

## Filmografie
- 2003: Getting Out of Rhode Island
- 2005: Küstenwache  (Fernsehserie, Folge  Mann ohne Gedächtnis)
- 2005: Der Elefant – Mord verjährt nie (Fernsehserie, Folge Nichts als die Wahrheit)
- 2007: Der Sonnenhof (Fernsehfilm)
- 2008: Die Rückkehr der Sintflut (Fernsehfilm)
- 2008: Der Kommissar und das Meer – Sommerzeit (Fernsehreihe)